# Brétigny, Oise
Brétigny är en kommun i departementet Oise i regionen Hauts-de-France i norra Frankrike. Kommunen ligger i kantonen Noyon som tillhör arrondissementet Compiègne. År 2022 hade Brétigny 433 invånare.

## Befolkningsutveckling
Antalet invånare i kommunen Brétigny
| Referens: INSEE |